# Фризолино (Ђенова)
Фризолино је насеље у Италији у округу Ђенова, региону Лигурија.
Према процени из 2011. у насељу је живело 110 становника. Насеље се налази на надморској висини од 139 м.